# تياغو دوس سانتوس روبرتو
تياغو دوس سانتوس روبرتو هو لاعب كرة قدم برازيلي في مركز الهجوم، ولد في 21 مارس 1984 في ساو باولو في البرازيل. لعب مع باوليستا وبروناي دي بي إم إم ونادي أكويلا ونادي ظفار ونادي فلومينينسي دي فييرا ونادي كورينثيانس ألاغوانو ونادي موجي ميريم.